# هيئة الفضاء الوطنية السويدية
الهيئة الوطنية للفضاء السويدية (بالسويدية: Rymdstyrelsen) هي وكالة حكومية تتبع لوزارة الصناعة والخدمات والاتصالات في السويد،بينما تتلقى تمويلها المخصص للأبحاث العلمية من وزارة التعليم.
تتولى الهيئة مسؤولية توزيع المنح الحكومية لدعم الأبحاث والعلوم، كما أنها تشارك في تطوير تقنيات الاستشعار عن بُعد وتعزيز التعاونات الدولية في مجال الفضاء. وتتم عمليات الإطلاق الفضائي بالتنسيق مع وكالات فضاء عالمية، مما يسهم في دمج السويد ضمن الجهود الدولية لاستكشاف الفضاء والاستفادة من تقنياته.

## وصلات خارجية
- Rymdstyrelsen - الموقع الرسمي